# Carlos Caicedo
Pour les articles homonymes, voir Caicedo.
Carlos Caicedon, né le 3 octobre 1965 à Aracataca, est un homme politique colombien.

## Biographie
D'abord engagé dans le syndicalisme étudiant, Carlos Caicedo est candidat de l’Union patriotique lors de la convocation de l’Assemblée nationale constituante de 1991, puis porte-parole du Courant de rénovation socialiste (CRS) lors de négociations de paix entre ce secteur dissident de l’Armée de libération nationale (ELN) et le gouvernement libéral de César Gaviria en 1994. Des dizaines de membres de la CRS seront assassinés après la signature des accords.

### Recteur de l’Université du Magdalena et poursuites judiciaires
Il devient recteur de l’Université du Magdalena, par concours, en 1997. Sous sa gestion, la situation financière de l’établissement, initialement en faillite, se redresse ; il instaure l’attribution de bourses et fait passer le nombre d’étudiants de 2 000 à 9 000. L'université est alors considérée comme l’une des meilleures du pays. Ce succès lui vaut d’être élu président de l’Association colombienne des Universités (ASCUN).
Il doit cependant faire face aux pressions du gouverneur Trino Luna Correa, proche des milices paramilitaires alors très puissantes dans le département. Trino Luna convoque Caicedo, réclame l’attribution de contrats pour certaines entreprises et des postes rémunérateurs pour plusieurs de ses proches. Son refus lui vaut d’être accusé d'appartenir à une organisation clandestine proche des Forces armées révolutionnaires de Colombie (FARC), d'avoir participé à un enlèvement et au meurtre de trois dirigeants universitaires. Les chefs paramilitaires Hernán Giraldo et Jorge 40, démobilisés après un accord de paix signé en 2006 avec le gouvernement, admettront finalement avoir commandité ces meurtres. Trino Luna sera condamné en 2007 dans le cadre du scandale de la parapolitique. 
Caicedo est également poursuivi pour une affaire de « conciliation » avec des enseignants à qui étaient dues des indemnités de licenciement. En octobre 2007, Carlos Caicedo est condamné par un juge du Tribunal du Magdalena à huit ans de prison pour cette affaire. Après de multiples recours, son cas est délocalisé auprès du Tribunal supérieur de Bogotá, la justice locale étant soupçonnée de connivences avec le paramilitarisme. En 2011, après quatre ans et huit mois d’incarcération, puis de détention à domicile, Caicedo est acquitté et libéré. Pour payer ses avocats, il a dû vendre sa maison. 

### Parcours politique

#### Maire de Santa Marta
Après sa libération, Carlos Caicedo s'engage activement dans la vie politique et fonde le parti Force citoyenne, avec lequel il est élu maire de Santa Marta (la capitale du département de Magdalena) pour la période 2012-2015. Mettant l’accent sur le « social », il s'oppose aux partis traditionnels et aux « clans » liés au paramilitaire. À ses ennemis locaux, se joignent des figures de la vie politique du pays, comme l'ancien président Álvaro Uribe, le vice-président Germán Vargas Lleras ou encore le maire de Barranquilla Alejandro Char. Il est également très impopulaire auprès des médias nationaux, qui le présentent comme « autoritaire et populiste ». Le Procureur général Néstor Humberto Martinez ré-ouvre le cas des trois assassinats de l’Université du Magdalena mais la procédure échoue, les témoins de l'accusation Caicedo admettant finalement avoir été payés par des proches de Luis Miguel Cotes, l'un des adversaires de Carlos Caicedo aux élections départementales de 2019. 

#### Gouverneur du Magdalena
Carlos Caicedo est élu à la surprise générale gouverneur du Magdalena en octobre 2019, ce qui fait de lui le seul gouverneur de gauche de Colombie. Dans ce département classé au rang de quatrième plus pauvre du pays, il lance un plan de développement 2020-2023 intitulé « le Magdalena renaît » visant à réduire la mortalité maternelle et périnatale, la malnutrition, le nombre de grossesses chez les adolescentes, à améliorer la qualité des services de santé et à renforcer le réseau hospitalier public. Le plan reçoit en mars 2021 les félicitations du Programme des Nations unies pour le développement (PNUD). Face à la pandémie de Covid-19, il lance une stratégie de soins primaires universelle appelée « Docteur dans votre maison » et sollicite l’assistance de l'internationalisme médical cubain. Le gouvernement refuse cependant de faire venir des médecins de Cuba.
En octobre 2020, des dizaines de maires du Magdalena annoncent avec le soutien du gouvernement d'Iván Duque créer une « association de municipalités ». Afin d'isoler le gouverneur Caicedo, les municipalités se voient attribuer par le gouvernement une grande partie des ressources normalement destinées au département, ce qui constitue un fait sans précédent en Colombie.
Il s'exile en août 2021 après avoir été averti par la police du Magdalena que le Clan du Golfe, l'une des principales organisations criminelles du pays, préparait une opération pour l’assassiner. Les autorités judiciaires et la police locale ont estimé que, dans l’urgence et compte tenu du danger, la meilleure solution était un départ du pays.